# Залаззя
Зала́ззя — село в Україні, у Любешівській селищній громаді Камінь-Каширського району Волинської області.

## Населення
Згідно з переписом УРСР 1989 року чисельність наявного населення села становила 1844 особи, з яких 920 чоловіків та 924 жінки.
За переписом населення України 2001 року в селі мешкало 1847 осіб.

### Мова
Розподіл населення за рідною мовою за даними перепису 2001 року:
| Мова       | Відсоток |
| ---------- | -------- |
| українська | 99,63 %  |
| російська  | 0,26 %   |
| молдовська | 0,11 %   |

## Історія
За словами місцевих село було ще засноване в IX столітті.
Сама назва села Залаззя походить від того що воно було побудоване на болоті де росли лози.
До 10 серпня 2017 року — адміністративний центр Залаззівської сільської ради Любешівського району Волинської області.

## Відомі люди
- Савчук Валентина Миколаївна — учасниця XXVII Олімпійських ігор у Сіднеї (2000 р.), 8-разова рекордсменка України зі спортивної ходьби на 5, 10, 15 км, чемпіонка України в індивідуальному заліку на дистанції 10 (1996, 1997) та 20 км (2001).
- Трохимук Юрій Васильович — молодший сержант Збройних сил України, учасник російсько-української війни 2014.
- Таїсія Криворучко — капітан медичної служби, начальник неврологічного відділення у Луцькому гарнізонному військовому госпіталі (станом на жовтень 2019 року). Навчалась у Дніпропетровській медичній та Українській військово-медичній академіях. Призвалася до війська по мобілізації у 2015 році. Служила у медичній роті у 17-й окремій танковій Криворізькій бригаді.[5] Вночі 20 вересня 2019 р. забезпечила під час свого чергування порятунок усіх пацієнтів та персоналу під час пожежі у Луцькому гарнізонному військовому госпіталі, за що нагороджена медаллю «За жертовність і любов до України»[6][7].

## Школа
У 1986 році в Києві на третій Спартакіаді школярів честь представляти Волинську область у змаганнях з ковзанярського спорту випала учням Залаззівської восьмирічної школи. До складу команди входило шість юних спортсменів, яких готувала до змагань учитель фізкультури, кандидат у майстри спорту з бігу на ковзанах Борисюк Валентина Іванівна. У ході напруженої боротьби на різних дистанціях спортсмени здобули перемогу в командному заліку. Команда чемпіонів була нагороджена Дипломом першого ступеня.